# Куока
Куока (Setonix brachyurus) е вид бозайник от семейство Кенгурови (Macropodidae) и единствен представител на рода Setonix, достигащ телесно тегло до 5 килограма. Храни се с растения предимно през нощта. 

## Външен вид
Куоката има малко и закръглено тяло, широка глава със заоблена муцуна и закръглени уши. На тегло достигат до 5 кг, а на дължина от 40 до 90 см. Дългата им опашка достигаща до 25 – 30 см е слабо окосмена и те не я използват за баланс при подскачане.

## Разпространение и откритие
Среща се на малки острови, както и на континенталната част, по западното крайбрежие на Австралия.
Куоката е едно от първите животни видени от европейците, които достигат Австралия. През 1658 г. холандският моряк Самюъл Волкертзун пръв ги забелязва на остров Ротнест и ги нарича „диви котки“. През 1696 г. холандският мореплавател Вилем де Фламинг ги оприличава на гигантски плъхове, откъдето идва и наименованието на самия остров Ротнест – „rotte nest“ на нидерландски означава „гнездо на плъхове“. На о-в Ротнест видът е най-разпространен благодарение основно на липсата на естествени врагове.

## Популация и размножение
Живее на малки групи с доминация на мъжките. Куоката не е териториално животно и понякога живее и на по-големи групи, достигащи до 100 индивида.
Раждат по едно малко на година. Бременността трае 1 месец, след което малкото живее в утробата на майката още около 6 месеца, хранейки се през това време само с мляко.
Относително малката територия, която населяват, както и бавното им размножение, са предпоставки видът да се смята за уязвим. В континентална Австралия куоката има и естествени врагове като лисици и диви котки, дошли заедно с преселението на европейските колонизатори.

## Хранене
Куоката се храни с растения, като не дъвче храната си, а я поглъща цяла и повръща тази, която не е смляна и отново я изяжда. Храни се предимно през нощта, като набавя голяма част от необходимата ѝ вода от растенията, като рядко пие допълнително.